# تبدیل بدون پراکندگی

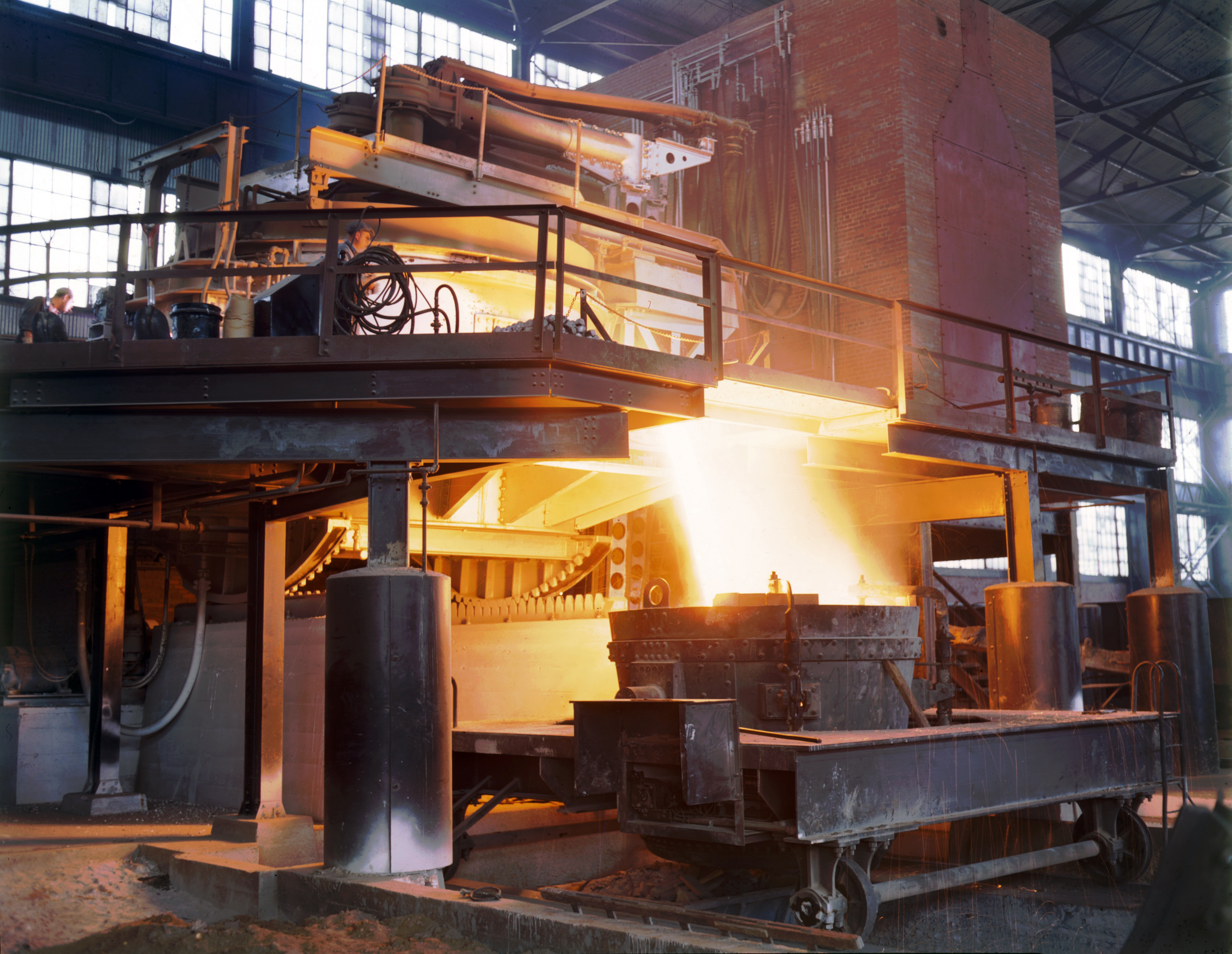
نمونه‌ای از تبدیل بدون پراکندگی؛ تخلیهٔ فولاد مذاب، به داخل مایع خنک‌کننده

تبدیل بدون پراکندگی (به انگلیسی: Diffusionless transformation)، استحاله مارتنزیتی (به انگلیسی: Martensitic transformation)، استحاله بدون نفوذ یا استحاله جابجاساز به دسته‌ای از استحاله‌های فازی برشی گفته می‌شود که بدون نفوذ اتمی انجام می‌شوند. در فولادها کرنش برشی لازم برای تبدیل فاز مادر به فاز مارتنزیت حدود ۰٫۲ است. یک استحاله فازی مارتنزیتی را می‌توان به عنوان تغییرشکل پلاستیک خود به خودی از یک جامد کریستالی
در پاسخ به نیروهای شیمیایی داخلی در نظر گرفت. در این صورت، اینکه تئوری نابجایی‌ها، پس از به هم پیوستن نیروهای تعمیم یافته از ترمودینامیک شیمیایی و فشارهای خاص فصل مشترک‌های کریستالی، مفیدترین اصل برای درک مکانیزم این استحاله‌ها را ایجاد می‌کند، عجیب نیست. استحاله‌های مارتنزیتی به عنوان یک زیرمجموعه از استحاله‌های حالت جامد جانشینی/کم نفوذ تعریف شد، که در آن انرژی کرنشی از کنترل‌های سینتیکی اعوجاج شبکه برشی غالب و مورفولوژی حاصل در طی استحاله رخ می‌دهد. این چنین استحاله‌ها در طبیعت اول منظم و نا متجانس هستند، که به وسیلهٔ گسترش فصل مشترک‌های نسبتاً تیز پیش می‌روند. خصوصیات طرح شده، تقریب‌هایی از تئوری نابجایی الاستیک- خطی متداول را به‌طور ویژه‌ای در بر می‌گیرد، و آن به این دلیل است که کاربرد این تئوری برای استحاله‌های مارتنزیتی بسیار موفق بوده‌است.
این خصوصیات یکسان موجب تحرک بالای فصل مشترک‌های مارتنزیتی براساس کوئنچ-سخت کاری فولاد می‌شود و به‌طور دقیقی سینماتیک استحاله‌های قابل تعیین، واکنش آن‌ها را با تنش اعمالی استفاده شده در کاربردهای تغییرشکل پلاستیک پیش‌بینی می‌کند. کاربردهای اخیر، نه تنها فولادهای TRIP (تغییرشکل ناشی از پلاستیسیته) نوین را محدود نمی‌کند، بلکه باز هم دسته‌ای از آلیاژهای حافظه دار را پدیدار می‌کند.

## مکانیزم
استحاله فازی مارتنزیتی توسط حرکت سطح مشترک جداکنندهٔ فاز مادر از محصولات انجام می‌شود. در این حالت اتم‌های فاز مادر در نزدیکی مرز فازها به صورت محلی به شکل شبکه بلوری فاز محصول بازآرایی می‌شوند. نیروی محرک اصلی واکنش‌های مارتنزیتی اختلاف در انرژی آزاد فازها است.
کاربرد تئوری جوانه زنی کلاسیک برای استحاله‌های مارتنزیتی، با استفاده از هر دو تعریف الاستیک- پیوسته و نابجایی - پیوسته از یک جوانه، در همه جا بررسی شده. این شیوه کلاسیک، انرژی‌های تغییرشکل جوانه را در طول یک ' پاس ' از ساختار معین و اندازه افزایشی موردبحث قرار می‌دهد. ساختار کریستالی جوانه تمایل دارد که از استحاله‌ای با تغییرشکل کامل ایجاد شود و با فصل مشترک نسبتاً تیز باشد؛ به‌طور عادی فرض شده که، انرژی فصل مشترک معین، مستقل از اندازه باشد. انرژی فصل مشترک معین γ از یک ذره تمام همدوس، از انرژی جوانه «شیمیایی» تشکیل می‌شود، در حالی که انرژی فصل مشترک در مورد نیمه همدوس توسط سهم انرژی-الاستیک دامنه-کوتاه غلبه می‌کند. اگر کرنش تغییرشکل جوانه (IPS) یک کرنش صفحه ای-ثابت است، انرژی کرنشی به ازای حجم ذره برای یک شبه کره جمع شده نازک با شعاع r و ضخامت تقریبی c، به شکل Kc/r است، که در اینجا K یک ثابت الاستیک است. زمانی که کرنش تغییرشکل از یک کرنش صفحه ای-ثابت دقیق منحرف می‌شود، یک سهم انرژی کرنشی افزایشی به شکل غیرحساس{\displaystyle g_{p}^{s}}  از انحرافات در صفحه رویی ذره ناشی می‌شود. کافمن و کوهن ۱۹۵۷ دریافتند که، انرژی آزاد کلی از یک ذره مارتنزیتی منفرد را بدین گونه می‌توان توصیف کرد:
{\displaystyle \Delta G\operatorname {(} r,t)={\tfrac {4}{3}}\Pi r^{2}K+2\Pi r^{2}\gamma }
تحت شرایط ترمودینامیکی، که در آن استحاله‌های رخ دادهٔ مارتنزیتی معلوم هستند، سد انرژی بحرانی به مراتب خیلی بیشتر از این است که به‌طور حرارتی برطرف شدنی باشد، و آن می‌تواند به‌طور اطمینان بخشی این نتیجه را دهد که جوانه زایی همگن کلاسیک ممکن نیست.
در یک کریستال ناقص، برهم کنش نقص در واقع می‌تواند انرژی جوانه کلاسیک را تغییر دهد به‌طوری که سد انرژی آزاد برای جوانه زنی ناهمگن به‌طور عمده‌ای نسبت به مورد همگن کاهش می‌یابد. سازگاری با مشخصه بارز انرژی کرنشی استحاله‌های مارتنزیتی، که به‌طور کلی مهم‌ترین برهم کنش در جوانه زایی مارتنزیتی ناهمگن پنداشته می‌شود، همراه با میدان تنشی نقص است. اکنون به خوبی با محاسبات کمی اثبات شد که جوانه زنی کلاسیک از طریق چنین برهم کنشی در محل‌های جوانه زایی ناهمگن که به‌طور تجربی مشاهده شد، در واقع کاملاً محتمل است. در حالی که این برهم کنش می‌تواند با روش‌های الاستیک پیوسته متداول توصیف شود، تعریف نابجایی ناپیوسته معادل از لحاظ ساختاری بر حسب یک فرایند تجزیه نقص مستقیماً بیشتر منجر به رفتار ذاتی می‌شود، و در حقیقت این روش از طریق اولین تئوری قابل دوام جوانه زنی مارتنزیتی ناهمگن گسترش یافت.

## استحاله‌های ناشی از رفتار مکانیکی
تنش اعمالی می‌تواند به عملکرد مکان‌های جوانه زنی یکسان) با نیرو محرکه بحرانی کلی یکسان (کمک کند که جوابگوی استحاله به علت سرد کردن است؛ بنابراین جوانه زایی تحت تنش می‌تواند برای هر حالت تنشی به وسیلهٔ اثر ترمودینامیک تنش مانند نتایج اولیه توسط Patel و Cohen توصیف شود.
{\displaystyle \Delta g^{\sigma }={\frac {\tau }{T}}+\sigma _{n}\varepsilon _{nr}}
در اینجا{\displaystyle \sigma _{n}}و {\displaystyle \tau }تنش‌های نرمال و برشی را در صفحات و خطوط کرنش نرمال{\displaystyle \varepsilon _{n}}و برشی {\displaystyle \gamma _{T}} استحاله تحلیل می‌کند. هر چند، اگر تنش اعمالی تنش تسلیم فاز اصلی را افزایش دهد، جوانه زنی ناشی از کرنش می‌تواند روی مکان‌های جوانه زایی قوی جدیدی که به وسیلهٔ کرنش پلاستیک ایجاد می‌شود، رخ دهد. تحت این شرایط، مکان‌های جوانه زنی فراوان هستند و این بسیار از مشاهدات تفصیل شده بیان شد که مکان‌های ناشی از کرنش، اولاً از انواع مختلف فصل مشترک‌های باند برشی تشکیل می‌شود، و فصل مشترک‌هایی با مرزدانه‌ها را شامل می‌شود. باندهای برشی ممکن است دوقلوهای مکانیکی با فشردگی نزدیک هگزاگونالی ε، مارتنزیت hcp، متمرکز شدن نقص انباشتگی، یا باندهای لغزش باشد.
. در هر مورد، فصل مشترک می‌تواند به عنوان تولیدکننده توده نابجایی از الگوی نشان داده شده در شکل تفسیر شود، و رابطهٔ جابجایی فعال با اختلاف جهت‌گیری مارتنزیت تشکیل شده به وسیله مدل تفکیک عیب سازگار است. یشتر عیوب قوی را، در مقایسه با آن‌هایی که در فاز اصلی آنیل شده وجود دارند، می‌توان در این روش تولید کرد و از این رو جوانه زنی ناشی از کرنش در نیرو محرکه‌های پایین‌تر می‌تواند رخ دهد. رده‌های دمایی در زمانی که استحاله به‌طور عمده از هر جوانه زنی تحت تنش یا ناشی از کرنش آغاز می‌شود، در شماتیک دیاگرام تنش-دما از شکل مشهود است. استحاله‌های خود به خودی به وسیلهٔ وجود مکان‌های جوانه زایی که به علت سرد کردن تا دمای شروع استحاله مارتنزیتی {\displaystyle M_{s}} رخ داده، تحریک می‌شود. جوانه زنی تحت تنش روی مکان‌های یکسان به وسیلهٔ خط جامد مربوطه در تنش مشخص شده، رخ خواهد داد. در یک دمای معین {\displaystyle M_{s}^{\sigma }}این تنش به تنش تسلیم {\displaystyle \sigma _{Y}}برای لغزش در فاز اصلی می‌رسد. در بالا{\displaystyle M_{s}^{\sigma }}به وسیلهٔ کرنش پلاستیکی برانگیزنده جوانه زنی ناشی از کرنش، محل‌های جوانه زنی قوی جدید را در سطح تنشی که به وسیلهٔ منحنی جامد مربوطه نشان داده شد، معرفی می‌کند؛ بنابراین دمای{\displaystyle M_{s}^{\sigma }} ، یک مرز تقریبی را بین رده‌های دمایی که دو روش جوانه زنی غالب است، بیان می‌کند؛ هر دو روش مانند،{\displaystyle M_{s}^{\sigma }} عمل خواهند کرد.
شماتیک معرفی ارتباط داخلی بین استحاله ماتنزیتی تحت تنش و کرنش وارده به علت پلاستیسیته دگرگونی، تنش تسلیم مشاهده شده، از تنش لازم برای استحاله تحت تنش در زیر{\displaystyle M_{s}^{\sigma }} ناشی می‌شود؛ بنابراین برگشت دما وابسته به تنش تسلیم، تعیین مناسب دمای{\displaystyle M_{s}^{\sigma }}را فراهم می‌کند. در بالای دمای {\displaystyle M_{d}}استحاله‌ای که به علت تغییرشکل در شکست رخ دهد نیست. شکل بیانگر رفتاری برای حالت تنشی بخصوصی است.

## اهمیت
استحاله‌های مارتنزیتی در بررسی رفتار فولادهای دارای فاز مارتنزیت و آلیاژهای حافظه‌دار اهمیت بسیاری دارند. بنابر تئوری بر پایهٔ مکانیزم نابجایی و سینتیک استحاله‌های مارتنزیتی نا همگن جوانه زا، مدل‌های کمی برای سینتیک استحاله‌های مارتنزیتی تحت تنش و ناشی از کرنش گسترش یافت. روابط جریان ترکیب‌کننده برای پلاستیسیته استحاله که براساس این مدل‌های سینتیکی استنتاج شده، اثر سخت گردانی استاتیک ناشی از استحاله و اثر نرم شدگی دینامیک از استحاله را مانند یک مکانیزم تغییرشکل ترکیب می‌کند. اثرات سخت گردانی و نرم شدگی استحاله می‌تواند منحنی تنش-کرنش را از شکل عادی با انحنای رو به پایین به شکلی با انحنای رو به بالا خم کند، به‌طوری‌که با بالا بردن انعطاف‌پذیری یکنواخت حداکثر، به یک رفتار سخت گردانی نمایی ایده‌آل نزدیک می‌شود. شبیه‌سازی عددی شکست داکتیل کنترل شده در ناپایداری برشی نشان می‌دهد که رفتار پلاستیسیته استحاله می‌تواند همچنین برای افزایش ذاتی چقرمگی شکست داکتیل مشهود، محاسبه شود.
رفتارهای نشان داده شده در فولادهای سرشار از آستنیت مبنایی را برای کنترل پیش‌بینی پلاستیسیته استحاله در سیستم‌های فازی پراکنده ارائه می‌دهد. به‌طور وسیع تر، استفاده از تئوری پیش‌بینی پلاستیسیته استحاله به منظور افزایش خواص مکانیکی فولادهای پیشرفته، راه اساسی تحقیقات علمی فولاد را برجای می‌گذارد. کنترل پیش‌بینی پیچیدگی رفتار مارتنزیتی به عنوان اساس نگرش سیستمی مبتنی بر علم مهندسی مواد به کار رفت. در این روش، متالورژی آهنی نقش عمده‌ای را در تکنولوژی جدید طراحی مواد ایفا می‌کند.